# Lastebasse
Lastebasse ist eine nordostitalienische Gemeinde (comune) mit 178 Einwohnern (Stand 31. Dezember 2023) in der Provinz Vicenza in Venetien. Die Gemeinde liegt etwa 46 Kilometer nordnordwestlich von Vicenza am Astico und grenzt unmittelbar an den Trentino.

## Verkehr
Durch die Gemeinde führt die frühere Strada Statale 350 di Folgaria e di Val d'Astico (heute eine Provinzstraße) von Calliano nach Schio.